# Campeonato de Apertura 1940
Campeonato de Apertura 1940 var den femte upplagan av den chilenska fotbollsturneringen Campeonato de Apertura. Turneringen bestod av tio lag, alla från huvudstaden Santiago. Turneringen samordnades av Santiagos Fotbollsförbund och vanns av Colo-Colo.